# Ахмадов, Мохмад Исаевич
Мохмад Исаевич Ахмадов (чечен. Мохьмад Ӏийсан воӀ Ахмадов; род. 17 апреля 1972, Шали, Чечено-Ингушская АССР) — чеченский российский политик,  сенатор Российской Федерации (с 2019), заместитель председателя Комитета Совета Федерации по социальной политике.

## Биография
Родился 17 апреля 1972 года в г. Шали Чечено-Ингушской АССР.
В 1991—1992 годах работал бухгалтером в кооперативе «Синтем-У», С 1993 по 1998 год являлся главным бухгалтером того же кооператива. В 1992—1993 годах занимал должность налогового инспектора в г. Грозный. С 1998 по 2000 год возглавлял налоговое управление в Старопромысловском районе г. Грозный.
В 1995 году окончил Чеченский государственный педагогический институт по специальности «общетехнические дисциплины и труд», с 2000 по 2007 год преподавал на финансово-экономическом факультете Чеченского государственного университета. В 2002 году окончил Чеченский университет по специальности «финансы и кредит». Кандидат экономических наук. В 2007—2008 годах возглавлял Управление федеральной почтовой связи Чеченской Республики.
В 2008—2017 годах занимал должность министра труда, занятости и социального развития Чеченской Республики.
В 2016 году на досрочных выборах в Парламент Чеченской Республики кандидатуру Ахмадова выдвинула «Единая Россия».
20 ноября 2019 года Совет Федерации утвердил кандидатуру Мохмада Ахмадова как нового члена СФ — представителя законодательной власти Чеченской Республики.
4 октября 2021 года наделен полномочиями сенатора Российской Федерации — представителя от Парламента Чеченской Республики пятого созыва. Занимает должность заместителя председателя Комитета Совета Федерации по социальной политике.
С 9 марта 2022, из-за вторжения России на Украину, года находится под санкциями всех стран Европейского союза. С 15 марта 2022 года находится под санкциями Великобритании. 30 сентября 2022 года, внесён в санкционный список Соединенных Штатов Америки «за аннексию Путиным регионов Украины» и одобрение закона о фейках. С 23 марта 2022 года находится в санкционном списке Канады «соратников режима» за содействие в нарушения суверенитета и территориальной целостности Украины. С 16 марта 2022 года находится под санкциями Швейцарии. С 21 апреля 2022 года находится под санкциями Австралии. Указом президента Украины Владимира Зеленского от 7 сентября 2022 находится под санкциями Украины. С 3 мая 2022 года находится под санкциями Новой Зеландии.

## Награды
- Орден Почёта (27 апреля 2023) — за большой вклад в развитие парламентаризма, активную законотворческую деятельность и многолетнюю добросовестную работу[15]
- Заслуженный работник социальной сферы Чеченской Республики (8 июня 2017) — за существенный вклад в развитие социальной сферы Чеченской Республики, многолетний добросовестный труд